# Mezzo da sbarco

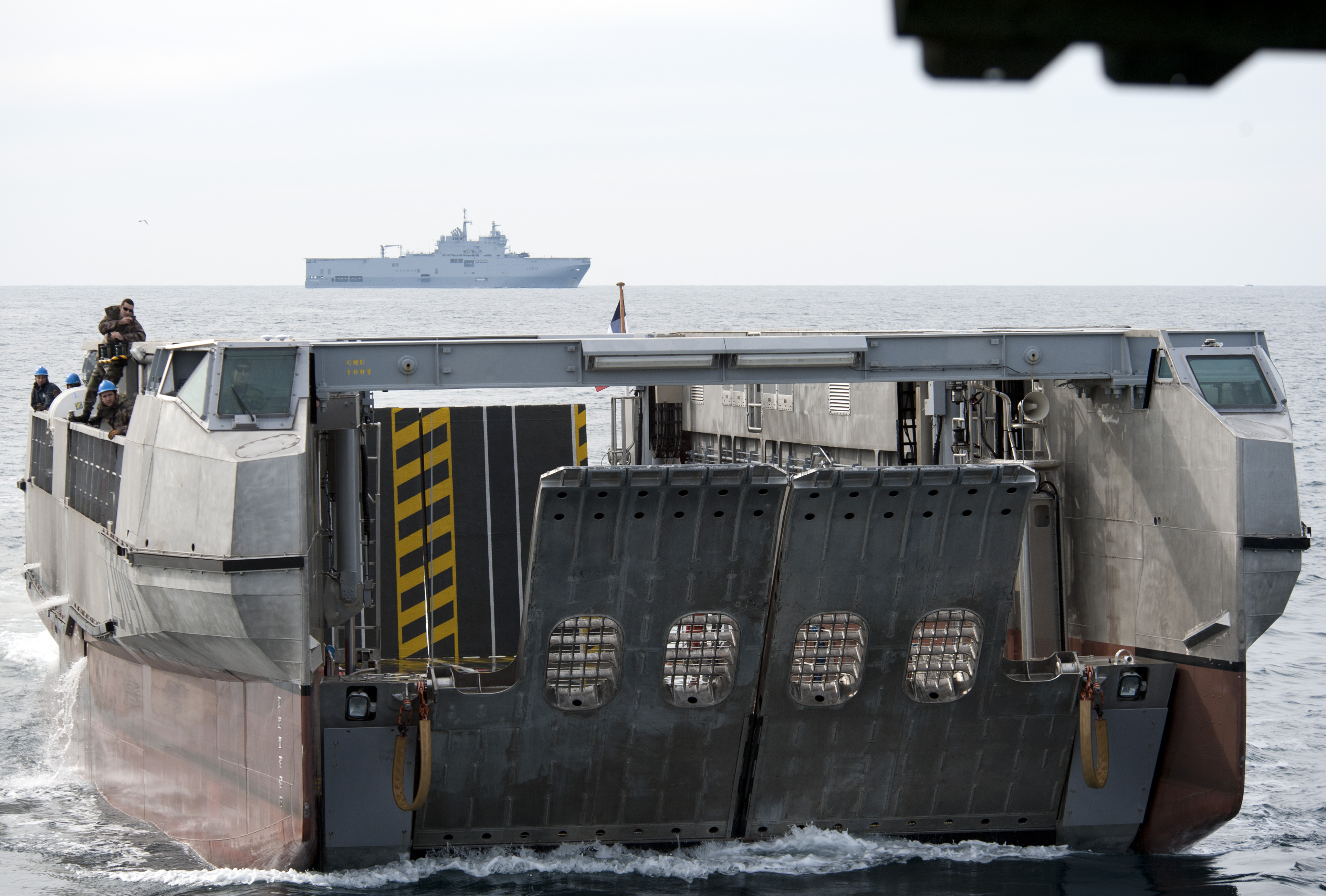
Un L-CAT della Marine nationale.

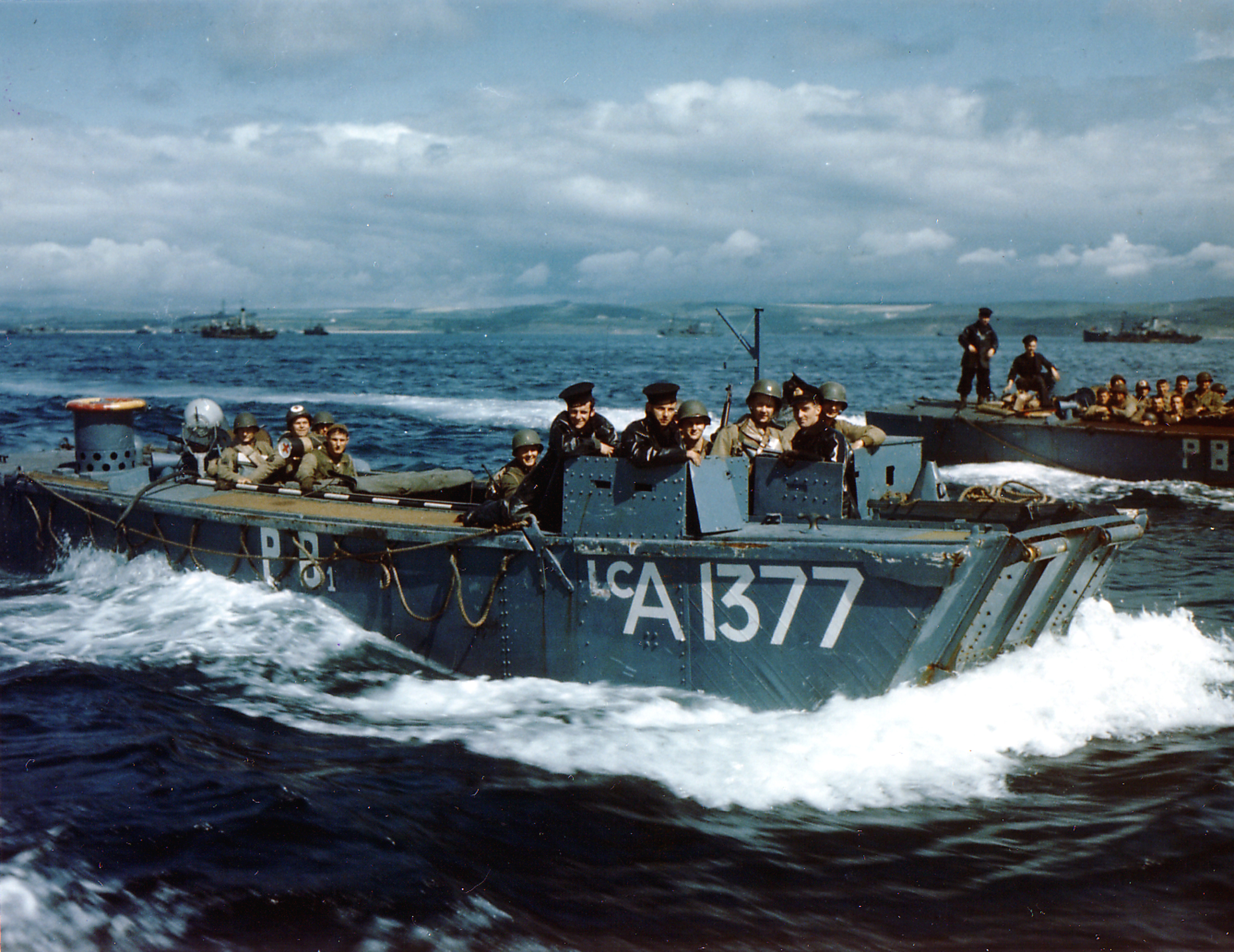
Un LCA della Royal Navy.

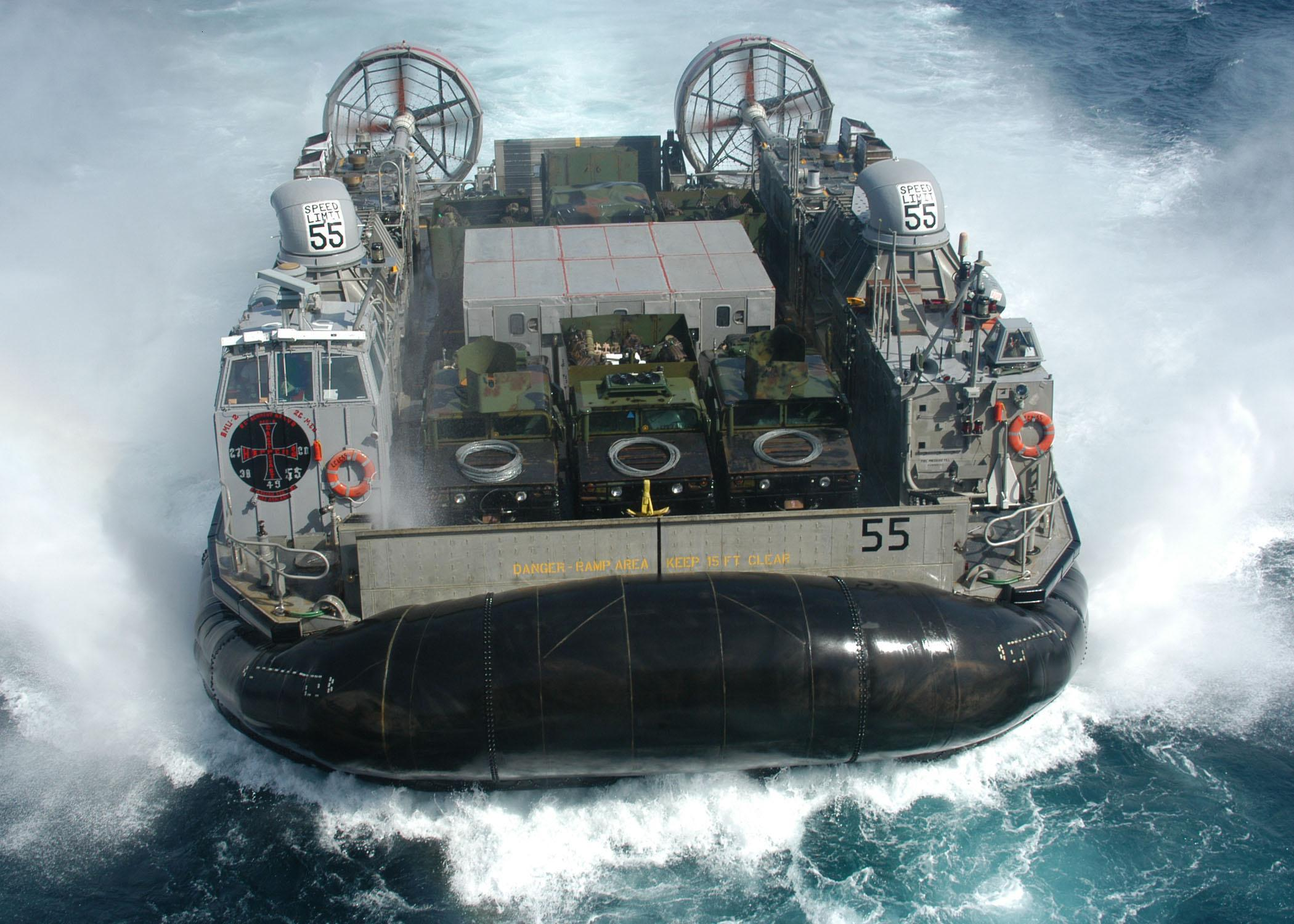
Un LCAC della US Navy.

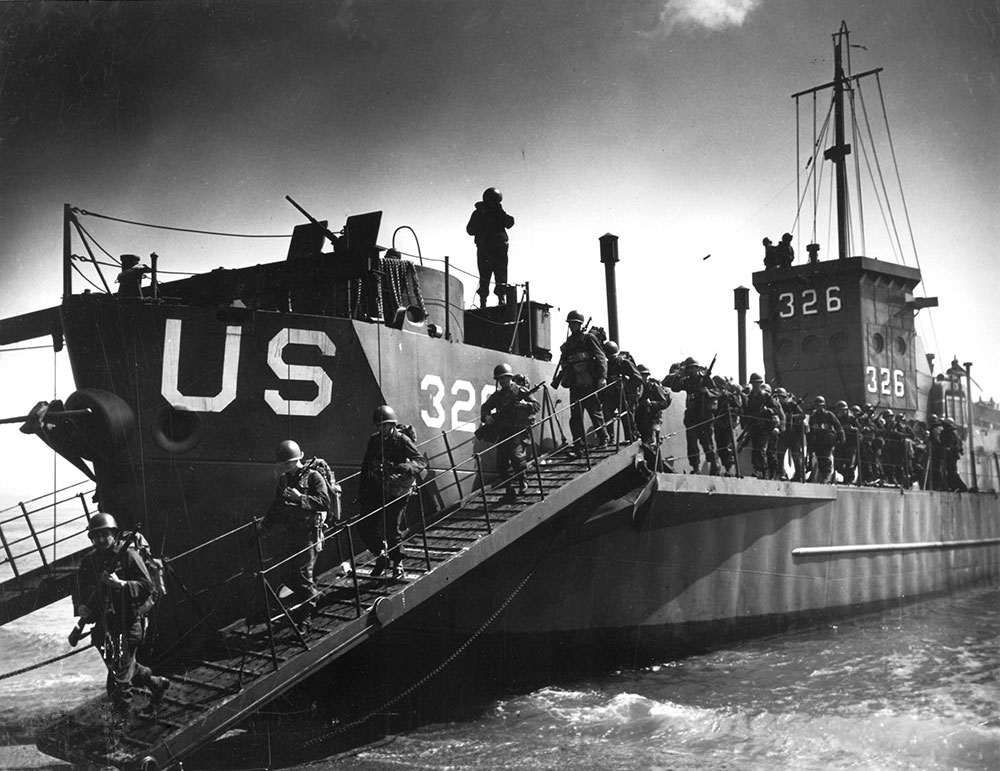
Un LCI della US Navy.

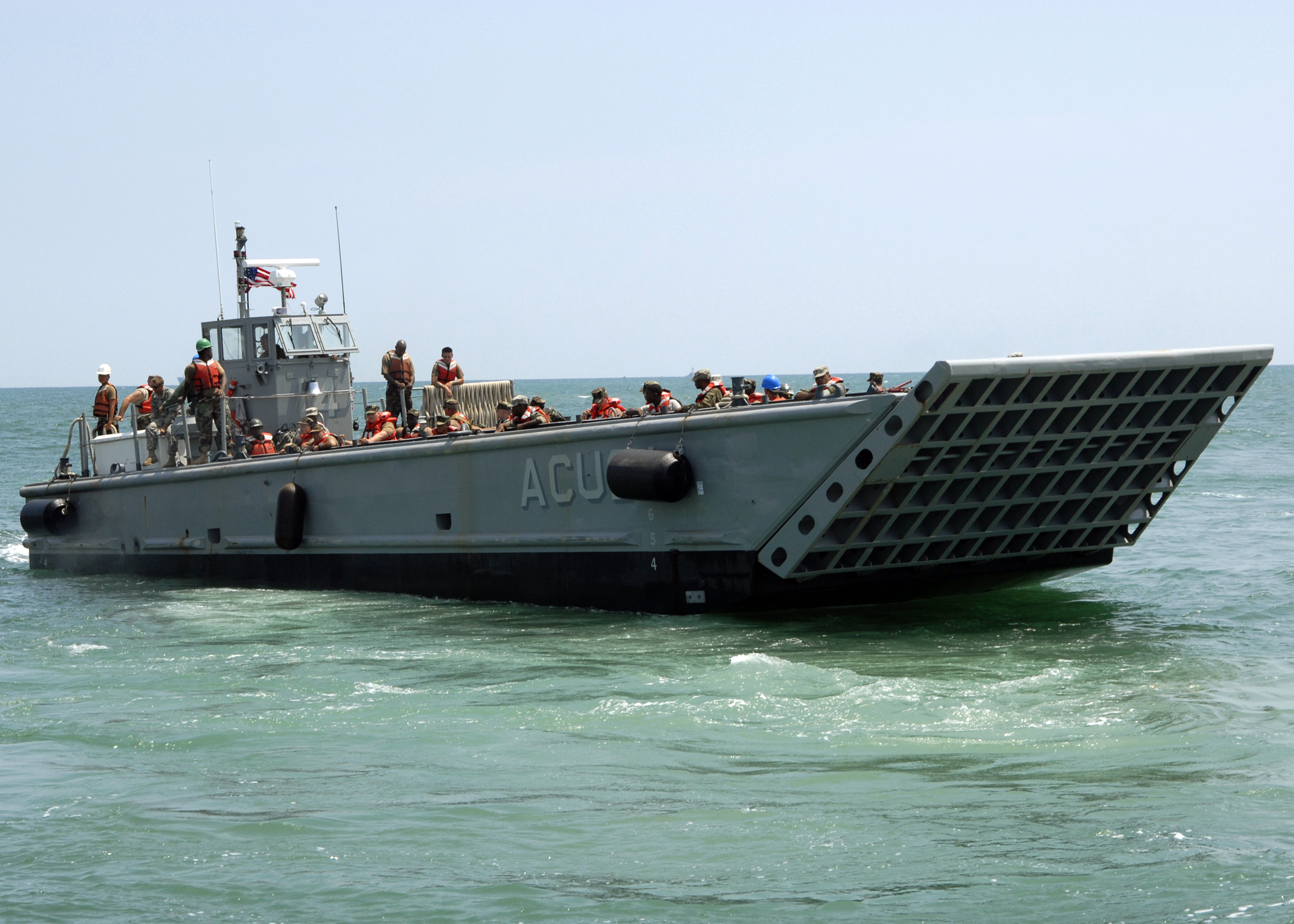
Un LCM della US Navy.

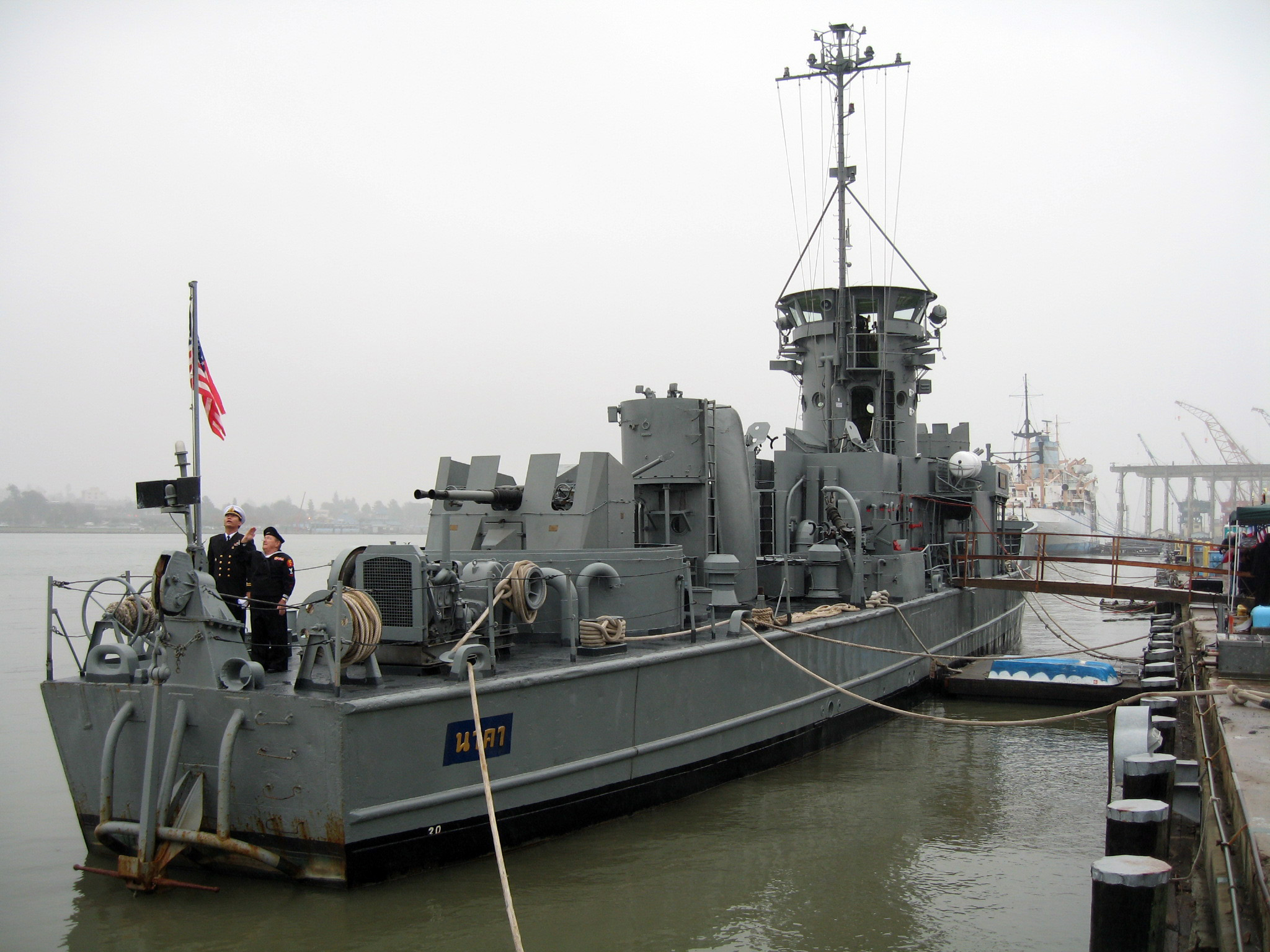
Un LCS della US Navy.

Un LCT della US Navy.

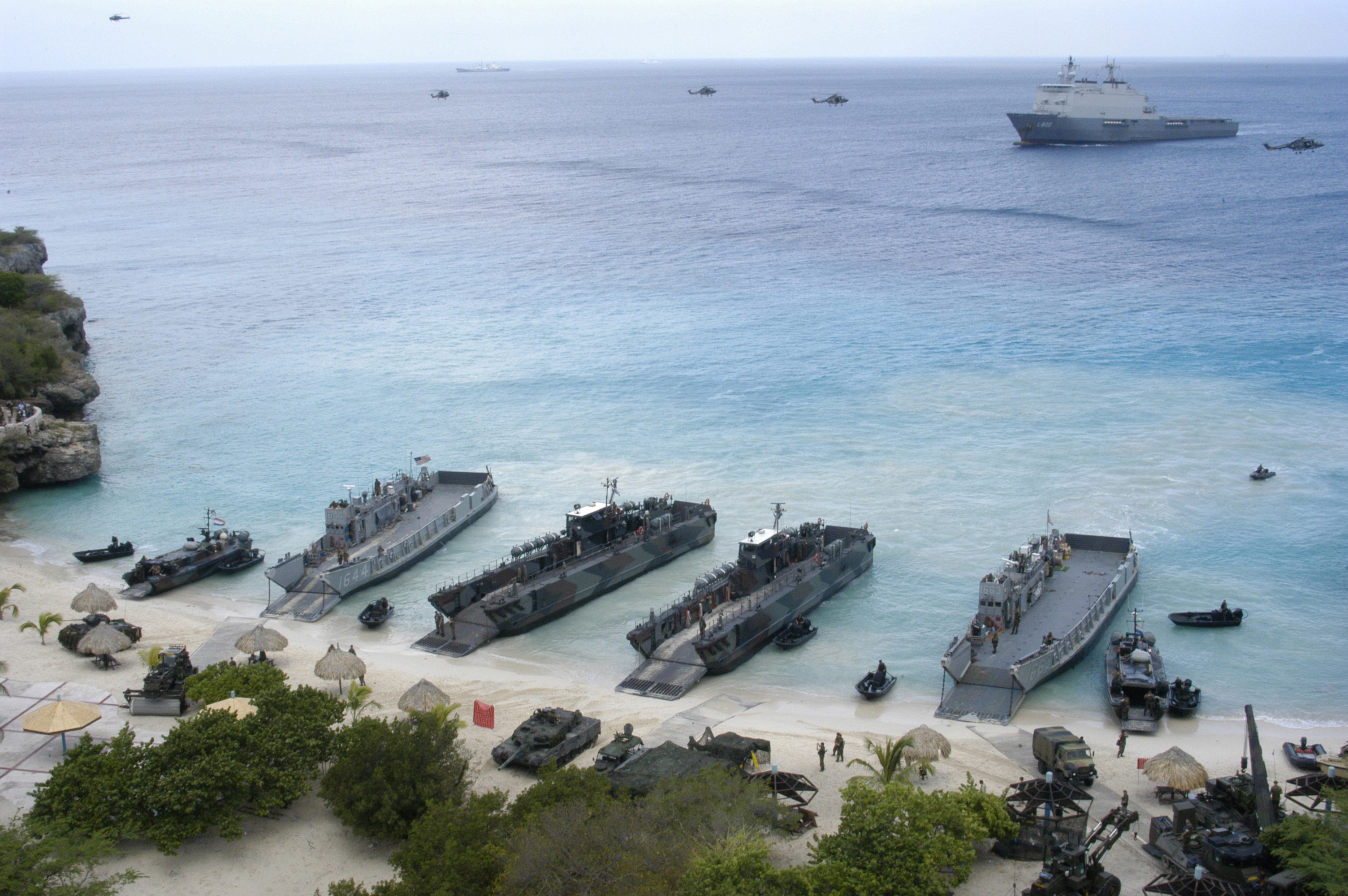
Dei LCU della US Navy e della Koninklijke Marine.

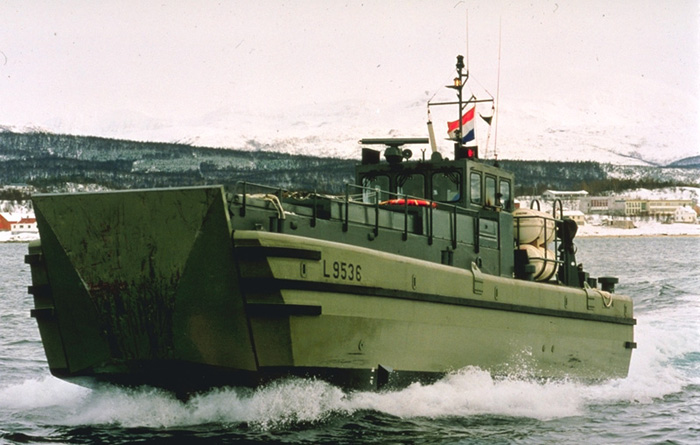
Un LCVP della Koninklijke Marine.

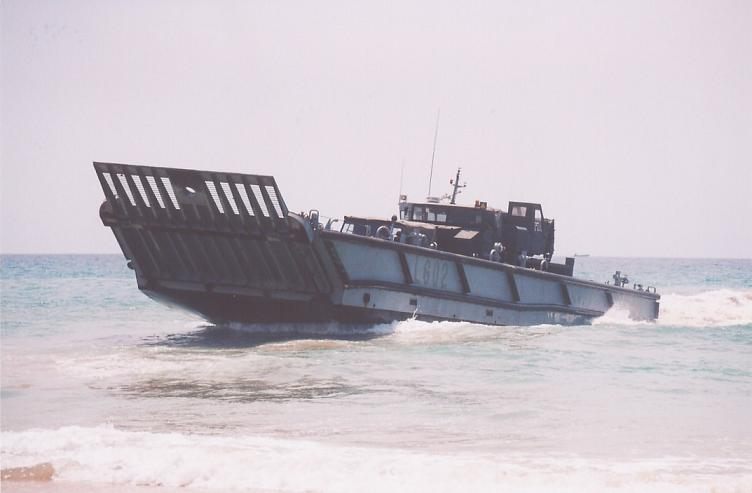
Un LCM-1E dell'Armada Española.

Un mezzo o imbarcazione da sbarco (in inglese: landing craft) è una nave militare di piccole dimensioni in grado di trasportare uomini, armi e mezzi e capace di arrivare in una zona di assalto costiera partendo da una unità navale più grande che ne sia la base.

## Descrizione
Con il termine naviglio da sbarco si intendono invece sia i mezzi o imbarcazioni da sbarco propriamente detti (in inglese: landing crafts; abbreviato in L.C.) che le navi attrezzate per trasportare le truppe, gli armamenti, i veicoli e i mezzi da sbarco da utilizzare nella fase dell'assalto (in inglese: landing ships; abbreviato in L.S.).
Questo tipo di mezzi furono concepiti durante la prima guerra mondiale, ma è solo durante la seconda guerra mondiale e gli sbarchi alleati in Normandia, nel Mediterraneo e nel Pacifico, che sono state messe a punto le varie tipologie differenti. La maggior parte dei mezzi erano di produzione statunitense e in parte di produzione britannica.

Nel dopoguerra questo tipo di mezzo è stato usato in molte operazioni militari, dagli inglesi e dai francesi durante la crisi di Suez, dai francesi durante la guerra d'Indocina, dagli americani durante la guerra del Vietnam e più in generale in tutte le operazioni anfibie.
Le imbarcazioni da sbarco consentono quindi di sbarcare truppe e mezzi da una nave d'assalto anfibio o da una nave da trasporto o sbarco anfibio.

## Tipi
| Sigla | Nome originale                             |
| ----- | ------------------------------------------ |
| LCAC  | Landing craft, air cushion                 |
| SSC   | Ship to shore connector                    |
| LCU   | Landing craft, utility                     |
| LCM   | Landing craft, mechanized                  |
| MPFUB | Maritime Prepositioning Force Utility Boat |
| LCPL  | Landing craft, personnel, large            |
| SLWT  | Side Loadable Warping Tug                  |
| CSP   | Causeway section, powered                  |

| Sigla                             | Nome originale | Traduzione italiana                                    |
| --------------------------------- | --- | ------------------------------------------------------ |
| ATL                               | Tank Landing Craft | Imbarcazione da sbarco carri                           |
| LCAC                              | Air-cushioned landing craft | Imbarcazione da sbarco a cuscino d'aria                |
| LCH                               | Landing Craft Heavy | Imbarcazione da sbarco pesante                         |
| LCI LCFF LCIG LCIL LCIM LCIR LCIS | Landing Craft Infantry Landing Craft Infantry (Flotilla Flagship) Landing Craft Infantry (Gunboat) Landing Craft Infantry (Large) Landing Craft Infantry (Mortar) Landing Craft Infantry (Rocket) Landing Craft, Infantry (Small) | Imbarcazione da sbarco da fanteria (e le sue varianti) |
| LCL                               | Landing Craft Logistics | Imbarcazione da sbarco logistica                       |
| LCM                               | Landing Craft Mechanized | Imbarcazione da sbarco meccanizzata                    |
| LCP                               | Landing Craft Personnel | Imbarcazione da sbarco truppe                          |
| LCPA                              | Landing Craft Personnel Air-Cushioned | Imbarcazione da sbarco truppe a cuscino d'aria         |
| LCPL                              | Landing Craft Personnel Large | Imbarcazione da sbarco truppe grande                   |
| LCPR                              | Landing Craft Personnel Ramped | Imbarcazione da sbarco truppe con rampa                |
| LCS                               | Landing Craft Support | Imbarcazione da sbarco di supporto                     |
| LCSL                              | Landing Craft Support Large | Imbarcazione da sbarco di supporto grande              |
| LCT                               | Landing Craft Tank | Imbarcazione da sbarco carri                           |
| LCU                               | Landing Craft Utility | Imbarcazione da sbarco utility                         |
| LCV                               | Landing Craft Vehicle | Imbarcazione da sbarco veicoli                         |
| LCVP                              | Landing Craft Vehicle Personnel | Imbarcazione da sbarco veicoli e truppe                |

| Naz.                                            | Sigla                | Nome originale                                                                       | Traduzione italiana                                    | Note                                                                                       |
| ----------------------------------------------- | -------------------- | ------------------------------------------------------------------------------------ | ------------------------------------------------------ | ------------------------------------------------------------------------------------------ |
| Regno Unito (bandiera)                          | LCA                  | Landing Craft Assault                                                                | Imbarcazione da sbarco d'assalto                       | Simile ai LCVP                                                                             |
| Regno Unito (bandiera)                          | LCA(HR)              | Landing Craft Assault (Hedgehog)                                                     | Imbarcazione da sbarco d'assalto (Hedgehog)            | Conversione degli LCA con Hedgehog                                                         |
| Regno Unito (bandiera)                          | LCF                  | Landing Craft Flak                                                                   | Imbarcazione da sbarco FlaK                            | Conversione di LCT con FlaK                                                                |
| Regno Unito (bandiera)                          | LCG                  | Landing Craft Gun                                                                    | Imbarcazione da sbarco con artiglieria                 | Conversione di LCT con artiglieria                                                         |
| Regno Unito (bandiera)                          | LCH LCFF             | Landing Craft Headquarters Landing Craft Flotilla Flagship                           | Imbarcazione da sbarco Flotilla Flagship               | Conversione di LC Infantry (Large) per trasporto ufficiali                                 |
| Regno Unito (bandiera)                          | LCI(S)               | Fairmile H - Landing Craft Infantry (Small)                                          | Imbarcazione da sbarco di fanteria piccola             |                                                                                            |
| Regno Unito (bandiera)                          | LCS(L)               | Fairmile H - Landing Craft Support (Large)                                           | Imbarcazione da sbarco di supporto grande              |                                                                                            |
| Regno Unito (bandiera)                          | LCT(R)               | Landing Craft Tank (Rocket)                                                          | Imbarcazione da sbarco FlaK                            | Conversione di LCT con razzi RP-3                                                          |
| Regno Unito (bandiera)                          | MCL                  | Motor Landing Craft                                                                  | Imbarcazione da sbarco a motore                        | Antenato degli LCM                                                                         |
| Australia (bandiera)                            | LCM2000              | LCM2000                                                                              | Imbarcazione da sbarco meccanizzata 2000               | Simile agli LCM                                                                            |
| Australia (bandiera)                            | LLC                  | LHD Landing Craft                                                                    | Mezzo da sbarco da LHD                                 | Denominazione australiana degli LCM-1E                                                     |
| Spagna (bandiera)                               | LCM-1E               | LCM-1E                                                                               | Mezzo da sbarco                                        | Simile agli LCM-8 ma di tipo Ro-Ro                                                         |
| Francia (bandiera)                              | EDIC                 | Engin de Débarquement d'Infanterie et de Chars                                       | Mezzo da sbarco di fanteria e carri                    | Simile ai LCT Mk.IV o ai LCU                                                               |
| Francia (bandiera)                              | CDIC                 | Chaland de Débarquement d'Infanterie et de Chars                                     | Chiatta da sbarco di fanteria e carri                  | Simile agli EDIC o ai LCU                                                                  |
| Francia (bandiera)                              | CTM EDA-S            | Chaland de transport de matériel                                                     | Chiatta da trasporto di materiale                      | Simile agli LCM-8                                                                          |
| Francia (bandiera)                              | CTM-NG               | Chaland de transport de matériel Nouvelle Génération                                 | Chiatta da trasporto di materiale di nuova generazione | Simile ai CTM ma di tipo Ro-Ro                                                             |
| Francia (bandiera)                              | L-CAT EDA-R          | Landing Catamaran                                                                    | Imbarcazione da sbarco di tipo catamarano              | EDA-R                                                                                      |
| Unione Sovietica (bandiera) · Russia (bandiera) | in russo ДКВП?, DKVP | in russo Десантный катер на воздушной подушке?, Desantnyj kater na vozdušnoj poduške | Imbarcazione anfibia hovercraft                        | Designazione utilizzata per i progetti 1205, 1206 Lebed, 12061 Tsaplya, 1209 Utenok e 1238 |
| Unione Sovietica (bandiera) · Russia (bandiera) | in russo ДК?, DK     | in russo Десантный катер?, Desantnyj kater                                           | Imbarcazione anfibia                                   | Designazione utilizzata per i progetti progetto 80, 306, 1785, 1176 Ondatra, 11770 e 21820 |